# Tourtoulloux
Tourtoulloux – rzeka we Francji, przepływająca przez teren departamentu Creuse, o długości 13,5 km. Stanowi dopływ rzeki Maulde.